# Meropleon sullivani
Meropleon sullivani är en fjärilsart som beskrevs av Ferguson 1982. Meropleon sullivani ingår i släktet Meropleon och familjen nattflyn. Inga underarter finns listade i Catalogue of Life.